# Michael Chabon
Michael Chabon (Washington, 1963. május 24. –) amerikai író.

## Pályafutása
- Pulitzer-díjas regényében a The Amazing Adventures of Kavalier and Clay-ben annak a generációnak állít emléket akik megteremtették a képregényt.
- Közreműködött a Pókember 2-ben is.

## Művei

### Regényei
- Első regénye: The Mysteries of Pittsburgh 1988-ban jelent meg.
- Wonder Boys (1995)
- The Amazing Adventures of Kavalier & Clay (2000)
- Summerland (2002)
- The Final Solution (2004)
- The Yiddish Policemen's Union (2007) – magyarul: Jiddis rendőrök szövetsége, fordította M. Nagy Miklós, Budapest, Cartaphilus, 2012
- Gentlemen of the Road (2007)

### Novelláskötetei
- A Model World and Other Stories (1991)
- Werewolves in Their Youth (1999)

## Magyarul
- Jiddis rendőrök szövetsége; ford. M. Nagy Miklós; Cartaphilus, Budapest, 2012
- Ragyog a hold; ford. Pék Zoltán; 21. Század, Budapest, 2017 (Kult könyvek)
- Kavalier és Clay bámulatos kalandjai, 1-2.; ford. Soproni András; 21. Század, Budapest, 2019 (Kult könyvek)
- Ayelet Waldman–Michael Chabon: Olajfák és hamu. Írók Palesztina megszállása ellen; ford. Bartók Imre et al.; Európa, Budapest, 2021
- Fenegyerekek; ford. Pék Zoltán; 21. Század, Budapest, 2021
- Telegraph Avenue; ford. Pék Zoltán; 21. Század, Budapest, 2022
- A végső megoldás. Egy nyomozás története; ford. Pék Zoltán; 21. Század, Budapest, 2024

## Fordítás
- Ez a szócikk részben vagy egészben  a   Michael_Chabon című angol Wikipédia-szócikk fordításán alapul.  Az eredeti cikk szerkesztőit annak laptörténete sorolja fel. Ez a jelzés csupán a megfogalmazás eredetét és a szerzői jogokat jelzi, nem szolgál a cikkben szereplő információk forrásmegjelöléseként.